# Tudor Șoimaru (scriitor)
Tudor Șoimaru (n. 29 decembrie 1898, București, România – d. 18 septembrie 1967, București, România), pseudonimul literar al lui Gheorghe Drăgușanu, a fost un prozator, dramaturg, traducător și gazetar român.

## Biografie
După absolvirea liceului din Pitești, începe studii universitare în Franța, fără a le finaliza. Debutează ca ziarist în 1918 în publicația „Cronica” din Iași. Ulterior a fost redactor la „Universul”, „Dreptatea” (1937), „Adevărul”, „România Literară” (1938), a publicat articole, reportaje, note de călătorie, cronici dramatice în „Viața Românească”, „Adevărul literar și artistic”, „Lumea”, „Viața Literară” etc.
Scriitor de orientare promodernistă și antigândiristă, a condus, împreună cu Șerban Cioculescu, Vladimir Streinu și Pompiliu Constantinescu, revista „Kalende” (noiembrie 1928-martie 1929). A frecventat cenaclul ”Sburătorul” condus de criticul Eugen Lovinescu în anii 1925-1929. În revista „Kalende” a publicat bucăți de proză literară (Idilă, Tantal, Noua Eneidă), piese de un fantezism colorat și înclinație spre parodie. În 1936 îi apare un volum cu reportaje (Constanța), iar în 1938 Istoria vieții publice în România, unde sunt trecute în revistă doctrinele politice din spațiul românesc.
Adevăratul debut literar al lui Șoimaru s-a produs în ipostaza de dramaturg, cu piesa „Furtună în Olimp”, reprezentată pe scena sălii Studio a Teatrului Național din București, în stagiunea 1945-1946. Piesa este scrisă de pe poziții antirăzboinice, într-un registru mai de grabă burlesc, cu un dialog spumos și replici ingenioase, utilizând personaje și motive împrumutate din mitologia greco-romană. Piesa "Afaceriștii", reprezentată la Teatrul Municipal din București în stagiunea 1952-1953, are o structură vădit conformistă epocii respective (pentru această piesă i s-a decernat Premiul de Stat în 1954), vrea să fie o satiră anticapitalistă vizând corupția, venalitatea și imoralitatea demnitarilor din epoca regelui Carol al II-lea. Alte piese ale lui Șoimaru au ilustrat formula reconstituirii istorice dramatizate, încercând - cu rezultate modeste - resuscitarea unor momente din istorie. O „dramatizare liberă”, „Ce naște din pisică”, după „Ciocoi vechi și noi” de Nicolae Filimon, redactată cu iscusință și cu oarecare farmec în reconstituirea atmosferei, a fost reprezentată în 1954 la Iași.
Caracteristică pentru dramaturgia lui Tudor Șoimaru este combinarea meșteșugului teatrului bulevardier cu comandamentele extraliterare ale „artei” de propagandă impusă politic, pe coordonatele realismului socialist: un teatru cel mult agreabil, docil-convențional în formulele epocii, care a trecut rapid în uitare.
Cele două biografii - "Grigore Manolescu" și „Cezar Boliac” - etalează o proză gazetărească, sobră, fără ariditate, dar fără virtuți beletristice.

## Publicații originale
- În halat și papuci (în colaborare cu Victor Rodan și L. G. Legrel), cu caricaturi de A. Dragoș și V. Anestin, București, 1933
- Constanța, cu fotografii de N. Tomescu, București, 1936
- Istoria vieții publice în România, București, 1938
- Furtună în Olimp, București, 1946
- Afaceriștii, București, 1953
- Aranjamentul lui Pangrati, Bucuești, 1953
- Albăstrelele, București, 1955
- Grigore Manolescu, Biografie, București, 1959
- Cezar Boliac, Biografie, 1962
- Cântece și flăcări, București, 1968

## Traduceri
- A. Slavutschi: Povestirile lui Ivan Corobov, București, 1952
- A. Arbuzov: În ajun, București, 1957
- Vsevolod Vișnevski: Tragedia optimistă, București, 1957
- P. Malearevschi: Pasărea de piatră, București, 1959
- Romain Rolland: 14 iulie, în Teatrul revoluției, București, 1966